# Sant Veran
Sant Veran o Sent Veran (en francès Saint-Véran) és un municipi francès situat al departament dels Alts Alps i a la regió de Provença – Alps – Costa Blava.

## Demografia
| 1841                                       | 1962 | 1968 | 1975 | 1982 | 1990 | 1999 | 2006 | 2015 |
| ------------------------------------------ | ---- | ---- | ---- | ---- | ---- | ---- | ---- | ---- |
| 874                                        | 236  | 220  | 232  | 275  | 257  | 267  | 286  | 236  |
| Des de 1962: població sense dobles comptes |      |      |      |      |      |      |      |      |

## Administració
| Període   | Identitat         | Partit        |
| --------- | ----------------- | ------------- |
| 2001-2006 | Jean-Marc Plichon |               |
| 2006-2008 | Jacqueline Turina |               |
| 2008-2020 | Danielle Guignard | divèrs drecha |
| 2020-     | Mathieu Antoine   |               |